# Heaven Can Wait (pel·lícula de 1943)
Heaven Can Wait és una pel·lícula estatunidenca dirigida per Ernst Lubitsch i estrenada l'any 1943.	

## Argument
Un vell Henry van Cleve (Ameche) entra en el gran saló de l'infern i és rebut pel diable en persona (Cregar). Henry demana ser admès però hi ha alguns dubtes sobre les seves qualificacions. Per provar-ho, comença a parlar sobre la seva vida.
En el Nova York del segle xix, Henry només era una criatura de classe alta amb Randolph (Calhern) i Bertha (Byington) com a pares molt estrictes. En canvi, els seus avis, especialment el seu avi Hugo van Cleve (Coburn) és un esperit lliure, l'únic que obre la ment del petit Henry. Com a resultat, Henry creix com un jove al que li agraden les noies de cabaret.
Un dia, Henry es troba amb una bonica dona que està mentint a la seva mare en un telèfon públic. Intrigat, la segueix fins a una llibreria i es fa passar per un treballador per saber-ne més d'ella. Finalment i malgrat la seva reticència, la noia reconeix que no treballa allí.
Poc després, el cosí de Henry, Albert (Joslyn) presenta a la família la seva promesa Martha (Gene Tierney) i Henry queda impressionat en saber que la misteriosa dona de la llibreria és precisament Martha.

## Repartiment
- Gene Tierney: Martha
- Don Ameche: Henry Van Cleve
- Charles Coburn: Hugo Van Cleve
- Marjorie Main: Mrs. Strabel
- Laird Cregar: « Son Excellence » el Diable
- Spring Byington: Bertha Van Cleve
- Allyn Joslyn: Albert Van Cleve
- Eugene Pallette: E.F. Strabel
- Signe Hasso: Senyoreta
- Louis Calhern: Randolph Van Cleve